# 나비 (2001년 영화)
"나비"는 2001년 10월 13일에 개봉한 대한민국의 영화이다. 문승욱 감독의 작품으로 김호정, 강혜정, 장현성이 출연하였다. 어느 독일계 교포가 서울에 여행왔다가 여행사를 잘못 만나서 고생하는 모습을 당하는 사람의 심정으로 우울하게 그린 영화이다. 바이러스 가이드로 분한 송지영의 데뷔작이기도 하다.

## 줄거리
교포는 익숙하지 않은 고생 끝에 온갖 환영을 보게 된다. 그래서 비만 맞아도 산성비라고 하면서 쓰러지고, 그러면 여행사 직원이 삼푸를 발라주며 이게 산성비 해독제라고 하여 달랜다. 심한 변비를 앓던 여행사 직원이 해변에서 변을 보는 것을 보고 애를 낳았다고 하면서 정말로 미친 것을 보여준다. 여행사에 항의를 하러 가서는 두서 없는 말을 하다가 쫓겨나게 된다. 결국 모든 것을 다시 시작하기로 하고 샤워를 하면서 끝을 맺는다.

## 캐스팅
- 김호정 : 안나 역
- 강혜정 : 유키 역
- 장현성 : K 역
- 변신홍 : 여행사 팀장 역
- 타나카 마코 : 공항 분실센터 직원 역
- 배진만 : 여행사센터직원 역
- 윤종훈 : 여행사직원 역
- 허종수 : 갈취남 역
- 홍성현 : 택시기사 역
- 이상석 : 택시 손님 역
- 김병수 : 택시 손님 역
- 김정난 : 여행사 사원 역
- 이경선 : 안나 동생 역
- 임성연 : 기내방송 역
- 박영미 : 라디오 방송 여 역
- 석원희 : 라디오 방송 남 역
- 신혜경 : 지하방송 전훈 합승 손님 역
- 예수정 (특별출연)

## 수상
- 2001년 로카르노 국제영화제	청동표범상 - 김호정
- 2001년 제5회 부천국제판타스틱영화제 여우주연상 (장편) - 강혜정